# Kriegerdenkmal Cobbel
Das Kriegerdenkmal Cobbel ist ein denkmalgeschütztes Kriegerdenkmal im Ortsteil Cobbel der Stadt Tangerhütte in Sachsen-Anhalt. Im örtlichen Denkmalverzeichnis ist das Kriegerdenkmal unter der Erfassungsnummer 094 30601 als Kleindenkmal verzeichnet.

## Allgemeines

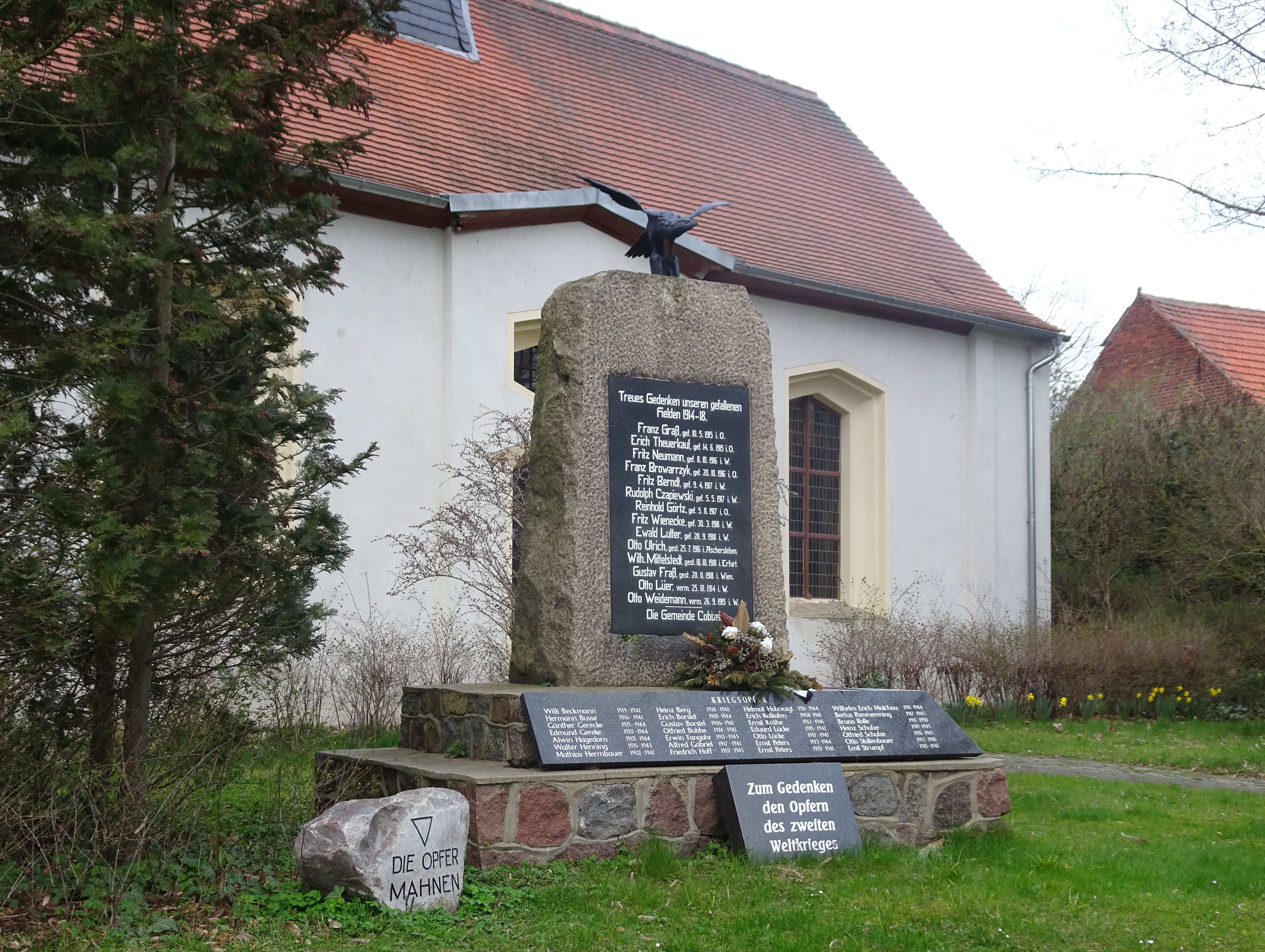
Kriegerdenkmal Cobbel

Das Kriegerdenkmal von Cobbel steht an der Lindenstraße vor der Kirche des Ortes. Es handelt sich dabei um eine Granitplatte mit einer Gedenktafel auf einem Sockel aus Feldsteinen für die gefallenen Soldaten des Ersten Weltkriegs. Gekrönt wird das Kriegerdenkmal von einem Adler mit ausgebreiteten Flügeln. Am Sockel wurde nachträglich eine allgemein gehaltene Gedenktafel für die Gefallenen des Zweiten Weltkriegs beigestellt.